# 山内大夢
山内大夢（やまうち ひろむ、1999年8月24日 - ）は、日本の陸上競技選手、専門は 400m障害走。早稲田大学競走部所属。 会津高校出身。

## 主な戦績
主な戦績は以下の通り。

### 2020年
10月2日に行われた第104回日本陸上競技選手権大会400mハードルで、50秒50、5位。

### 2021年
5月9日の東京2020テストイベントREADY STEADY TOKYOの400mハードルで、オリンピック参加標準記録を突破する48秒84の自己ベスト（学生歴代7位）をマークして、法政大学黒川和樹に次いで2位。6月26日、第105回日本陸上競技選手権大会では49秒48で4位。
7月30日、東京オリンピック2020、400mハードルに出場、予選2組に出走、49秒21、3位で準決勝進出。準決勝では49秒35で3組6着となり決勝進出はならなかった。
9月19日、日本インカレでは、黒川和樹を制し、49秒28で優勝。

## 自己記録
- 400mハードル- 48秒84 （2021年5月9日）